# Freccia Vallone 1958
La Freccia Vallone 1958, ventiduesima edizione della corsa, si svolse il 26 aprile 1958 per un percorso di 235 km. La vittoria fu appannaggio del belga Rik Van Steenbergen, che completò il percorso in 6h31'00" precedendo il connazionale Jozef Planckaert ed il francese Frans Schoubben.
Al traguardo di Liegi furono 34 i ciclisti, dei 165 partiti da Charleroi, che portarono a termine la competizione.

## Ordine d'arrivo (Top 10)
| Pos. | Corridore           | Squadra       | Tempo    |
| ---- | ------------------- | ------------- | -------- |
| 1    | Rik Van Steenbergen | Elvé-Peugeot  | 6h31'00" |
| 2    | Jozef Planckaert    | Carpano       | a 3"     |
| 3    | Pierre Everaert     | Saint-Raphaël | a 11"    |
| 4    | Fred De Bruyne      | Carpano       | s.t.     |
| 5    | Willy Vannitsen     | Ghigi-Coppi   | s.t.     |
| 6    | Raymond Impanis     | Elvé-Peugeot  | s.t.     |
| 7    | Ercole Baldini      | Legnano       | a 1'12"  |
| 8    | Maurice Meuleman    | Elvé-Peugeot  | a 1'15"  |
| 9    | Yvo Molenaers       | Ghigi-Coppi   | a 2'40"  |
| 10   | Charly Gaul         | Faema-Guerra  | a 2'45"  |